# Nat Agar
Nathan «Nat» Agar (Sheffield, Inglaterra, 26 de julio de 1888-Nueva York, Estados Unidos, 24 de junio de 1978) fue un jugador de fútbol, entrenador, árbitro, y propietario de un equipo.
Formó parte de la Federación de Fútbol de los Estados Unidos, pero después estuvo vinculado como directivo de la American Soccer League y Southern New York State Football Association durante 1928. También estuvo al frente de la selección de fútbol de los Estados Unidos en tres ocasiones, entre 1925 y 1926.

## Inicios
En algún momento de la década de 1900, Agar emigró a los Estados Unidos desde su natal Inglaterra. En 1905, fundó su primer equipo, el Critchleys. En 1906, jugó un papel decisivo en la fundación de la New York Amateur Association Football League. Agar fue elegido como secretario de la liga,  una posición que mantuvo hasta 1911. También fue presidente de la liga en 1910.
En enero de 1909, Agar sufrió una lesión en la pierna, mientras disputaba un partido. Después jugó en la temporada 1916-17, en el New York Clan MacDonald de la New York State Association Football League y la campaña de 1919-20 con el Longfellows de la New York State League.

### Árbitro
Agar también se desempeñó como árbitro para la New York Amateur Association League. Allí fue atacado mientras oficiaba un partido en abril de 1910.

## Federación de Fútbol de los Estados Unidos
Nat Agar fue uno de los fundadores de la Federación de Fútbol de los Estados Unidos en 1913.

## Selección de los Estados Unidos
En junio de 1926, Agar fue seleccionado para entrenar a la selección nacional de los Estados Unidos. Agar disputó varios partidos frente a la selección de Canadá, el primero con una derrota 1:0 y el segundo con victoria 6:1. El 11 de junio de 1926, Agar nuevamente logró una victoria ante los canadienses por 6:2.